# 交通バラエティ 日本の歩きかた
『交通バラエティ 日本の歩きかた』（こうつうバラエティ にほんのあるきかた）は、2003年10月13日から2004年3月8日までフジテレビ系列局（一部を除く）で放送されていたフジテレビ製作のバラエティ番組である。放送時間は毎週月曜 19:00 - 19:54 （日本標準時）。

## 概要
主に交通に関する話題を扱っていた番組で、大塚範一と今田耕司が司会を務めていた。2003年8月26日（火曜） 19:00 - 20:49 に一度パイロット版を放送した後、同年10月にレギュラー放送を開始した。

## 企画
投稿!困った○○
違法駐車、通行禁止を無視して住宅地を通行する自動車、開かずの踏切、赤信号が長い信号機、迷惑駐輪といった交通関連の諸問題を紹介し、それらへの対策を考える企画。
終電車終着駅最後の乗客
酒に酔うなどして下車駅を乗り過ごした通勤客の帰宅を密着リポート。
日本珍交通
俗に酷道と呼ばれる整備の行き届いていない一般国道や沖縄県内にある「海の中の歩道橋」など、交通にまつわる珍しいものを紹介。
鉄道関係
鉄道関係では、横浜市鶴見区にある総持寺踏切や関西本線の大和路線にある開かずの踏切、そして珍しい駅として亀嵩駅や海芝浦駅を取り上げた。
渋滞はなぜ起こるのか
渋滞はなぜ起こるのかや、渋滞の起こる場所、原因を放送して実際にある家族に協力してもらい、Uターンラッシュの中央自動車道を走行して、渋滞の名所である小仏トンネルを検証をして、どこから渋滞するのかを番組で放送した他、渋滞の原因の一つである料金所での渋滞と早く通過する方法も放送された。
温泉企画
実際に温泉の雰囲気を味わうために浴衣を着て、奥の細道湯けむりラインを使い電車に乗るシーンも撮影されて温泉街へと向かい、鶴の湯などの有名な場所も放送されて、何回かに分けての放送された。
雪国での歩き方
北海道札幌市で路面での転倒者が多いすすきの通りで、凍った路面（アイスバーン）を横断する歩行者の通行する姿を検証して、このような現象のメカニズムや歩くポイント、札幌市と東京の歩き方を比較する実験なども行われた。

## スタッフ
- ナレーション：奥田民義、杉本るみ
- 企画：金田耕司、浜野貴敏
- 構成：森一盛、渡辺哲夫、伊藤忠司、外山信行、とちぼり元、武田浩、クリタヤスシ
- ディレクター：中原智樹、山崎勝、佐藤千春、角田祥、尾櫃秀樹、新井勝也、北村武嗣
- 演出：福浦与一
- プロデューサー：太田茂憲、岡部太司、新村幸三郎、大沢克文
- 制作協力：IVSテレビ制作、ViViA、nosco、インターボイス
- 制作著作：フジテレビ

## ネット局
| 放送対象地域   | 放送局                    | 系列           | 放送日時           | ネット状況 |
| -------------- | ------------------------- | -------------- | ------------------ | ---------- |
| 関東広域圏     | フジテレビ（CX）          | フジテレビ系列 | 月曜 19:00 - 19:54 | 製作局     |
| 岩手県         | 岩手めんこいテレビ（mit） | フジテレビ系列 | 月曜 19:00 - 19:54 | 同時ネット |
| 秋田県         | 秋田テレビ（AKT）         | フジテレビ系列 | 月曜 19:00 - 19:54 | 同時ネット |
| 山形県         | さくらんぼテレビ（SAY）   | フジテレビ系列 | 月曜 19:00 - 19:54 | 同時ネット |
| 新潟県         | 新潟総合テレビ（NST）     | フジテレビ系列 | 月曜 19:00 - 19:54 | 同時ネット |
| 石川県         | 石川テレビ（ITC）         | フジテレビ系列 | 月曜 19:00 - 19:54 | 同時ネット |
| 島根県・鳥取県 | 山陰中央テレビ（TSK）     | フジテレビ系列 | 月曜 19:00 - 19:54 | 同時ネット |
| 中京広域圏     | 東海テレビ（THK）         | フジテレビ系列 | 火曜 19:00 - 19:54 | 遅れネット |
| 青森県         | 青森放送（RAB）           | 日本テレビ系列 | 不定期放送         | 遅れネット |

## 備考
本番組は関西テレビでは放送されていなかったが、同局の放送対象地域内である大阪の交通事情もしばしば取り上げていた。また、近畿地方を中心に活動するタレントもたびたびゲスト出演しており、2003年10月13日と同年12月8日には中川家が、2003年10月20日と2004年1月26日にはトミーズ雅が、2004年1月12日と同年2月23日にはハイヒールモモコが出演した。